# الدوري النمساوي 1925–26
الدوري النمساوي الممتاز 1925–26 (بالألمانية: Österreichische Fußballmeisterschaft 1925/26)‏ هو الموسم 15 من بوندسليغا النمسا لكرة القدم. أشرف على تنظيمه اتحاد النمسا لكرة القدم، وكان عدد الأندية المشاركة فيه 13، وفاز فيه أوستريا فيينا.